# (61400) Voxandreae
(61400) Voxandreae est un astéroïde de la ceinture principale.

## Description
(61400) Voxandreae est un astéroïde de la ceinture principale. Il fut découvert le 25 août 2000 à Emerald Lane par Loren C. Ball. Il présente une orbite caractérisée par un demi-grand axe de 2,63 UA, une excentricité de 0,13 et une inclinaison de 11,1° par rapport à l'écliptique.

## Compléments